# Team 10
Team 10, Team X oder Team Ten war eine von 1953 bis 1981 bestehende Architektengruppe, die aus dem Congrès International d’Architecture Moderne (CIAM) hervorging und die dogmatischen Vertreter der klassischen Moderne, vorneweg Le Corbusier, kritisierte.
Wichtige Mitglieder waren unter anderem Alison und Peter Smithson (Großbritannien), Georges Candilis und Shadrach Woods (USA), Jacob Bakema und Aldo van Eyck (Niederlande), Giancarlo De Carlo (Italien), Stefan Wewerka (Deutschland).

## Entstehung
Der CIAM entstand 1928 als Diskussionsforum der Modernisten und wird häufig als von Le Corbusier und Sigfried Giedion dominierte Gruppe beschrieben, Kenneth Frampton verweist allerdings auf Ulrich Conrads hin, der in den 1960er Jahren schrieb, dass das Gründungsmanifest zu einem großen Teil das Werk linker Schweizer Architekten war, mit der Unterstützung von Sinnesgenossen in Deutschland und den Niederlanden.
Dem Bestehen des CIAM tat auch der Zweite Weltkrieg keinen Abbruch, und die führenden Köpfe und architektonischen Lösungen blieben auch nach dem Kriegsende dieselben. Die Anführer des CIAM erkannten schließlich jedoch selbst, dass eine junge Generation besser in der Lage sei, die zeitgenössischen Probleme zu erkennen und zu lösen.  

„It is those who become 40 years old, born around 1916 during wars and revolutions, and those then unborn, now 25 years old, born around 1930 during the preparation of a new war and amidst a profound economic, social, and political crisis – thus finding themselves in the heart of the present period the only one capable of feeling actual problems, personally, profoundly, the goals to follow, the means to reach them, the pathetic urgency of the present situation. They are in the know. Their predecessors no longer are, they are out, they are no longer subject to the direct impact of the situation.“

Diese Übergabe war ein bewusster Prozess und somit eher eine Weiterentwicklung der Gedanken des CIAM als ein harter Bruch. In diesem Sinne bekam eine Gruppe junger Architekten auf dem neunten CIAM-Kongress 1953 in Aix-en-Provence den Auftrag, den zehnten Kongress zu organisieren und kam so zu dem Namen „Team 10“. Dort hatte auch der griechischstämmige französische Architekt Georges Candilis die anderen jungen Mitglieder, vor allem das Ehepaar Smithson mit von ihm geplanten Gebäuden in Casablanca nachhaltig beeindruckt, weil er dort die Moderne an lokale klimatische und kulturelle Gegebenheiten angepasst hatte. Nach der Auflösung der CIAM machten sich die Mitglieder des „Team 10“ daran, eigenständig weiterzuarbeiten.

## Forderungen
Zu Beginn war einer der zentralen Kritikpunkte die bei der Charta von Athen vor dem Krieg geforderte Funktionstrennung von Wohnen, Arbeiten, Freizeit und Verkehr im Städtebau, die unter anderem auf Le Corbusiers Plan Voisin von 1924 zurückging. Diese Trennung wurde auf dem CIAM-Kongress VI in Bridgewater 1946 auch nach dem Krieg als gültiges Ziel bekräftigt. Peter Smithson beschrieb diese Vision als ein „humanes, poetisches, diszipliniertes Maschinen-Umfeld für eine Gesellschaft von Maschinen (wahrscheinlich eine Gesellschaft von Technikern mit einer strengen Hierarchie)“. Mit zunehmender Verbreitung dieser Vorstellung in der weiteren Gesellschaft, wurde ihre Umsetzung durch große Baufirmen ohne dem Zutun von Architekten als monoton und uninspiriert wahrgenommen.

„Instead of the inconvenience of filth and confusion, we have now got the boredom of hygiene. The material slum has gone — in Holland for example it has — but what has replaced it? Just mile upon mile of organized nowhere, and nobody feeling he is 'somebody living somewhere'. No microbes left — yet each citizen a disinfected pawn on a chessboard, but no chessmen — hence no challenge, no duel and no dialogue.“

Dem wurde eine Hierarchisierung in Haus, Straße, Stadtviertel und Stadt entgegengestellt.
Im Laufe der Zeit experimentierten die Mitglieder oft mit neuartigen Raumsystemen von Gebäuden und Stadtvierteln, mit denen sie ihre urbanistischen Forderungen umzusetzen trachteten. Beispiele sind die Stadterweiterung Toulouse-le-Mirail, sowie die „Rostlaube“ der Freien Universität Berlin von Candilis-Josic-Woods, das Waisenhaus in Amsterdam von van Eyck. Als konstitutiv muss man den Entwurf „Golden Lane Project“ der Smithsons für London betrachten. Einige Vertreter werden mit den Strömungen Brutalismus und Strukturalismus in Verbindung gebracht.
Mit dem Tod von Jacob Bakema 1981 beschloss man die Auflösung des Team 10.

## Publikationen
- Alison Smithson (Herausgeberin): Team 10 primer, MIT Press, London 1968 ISBN 978-0289795569